# Companyia Maragall
La Companyia Maragall va ser una companyia de teatre en activitat a les dècades dels anys 50 i 60 del segle passat. Va esdevenir companyia titular catalana del teatre Romea, subvencionada per l'Ajuntament de Barcelona. Fou Premio Nacional de Teatro l'any 1953.
Van pertànyer a la Companyia Maragall actors i actrius com: Rafael Anglada, Mercè Bruquetas, Josep Castillo i Escalona, Carme Contreras, Teresa Cunillé, Montserrat D. Porta, Ramon Duran, Joan Fernández, Pepita Gelabert, Carles Lloret, Lluís Nonell, Lluís Torner, Lluís Teixidor, Maria Vila, Domènec Vilarrasa… El director d'escena fou Esteve Polls.

## Estrenes
- 1955, 28 d'octubre. La paraula de foc de Josep Maria de Sagarra. Estrenada al teatre Romea de Barcelona. Direcció d'Esteve Polls.
- 1956, 8 febrer. Jo seré el seu gendre de Jaume Villanova i Torreblanca.
- 1957, 23 gener. Partits pel mig, de Xavier Fàbregas. Direcció d'Esteve Polls.
- 1957, 27 febrer. Passaport per a l'eternitat de Josep C. Tàpias i Santiago Vendrell.
- 1957, 17 maig. No és mai tard...si s'arriba d'hora, de Jaume Villanova i Torreblanca.
- 1960. La dida de Frederic Soler, en col·laboració de la companyia de Joan Capri
- 1961. La gran aventura de Jaume Salom. Direcció de Francisco Díaz. Estrenada al teatre Candilejas de Barcelona.